# آبیلیو
آبیلیو (انگلیسی: Abílio؛ زادهٔ ۲۵ مارس ۱۹۷۵) بازیکن فوتبال اهل برزیل است.
از باشگاه‌هایی که در آن بازی کرده‌است می‌توان به باشگاه فوتبال پارتیزانی تیرانا اشاره کرد.